# Sabaria serpentinaria
Sabaria serpentinaria är en fjärilsart som beskrevs av Walker 1866. Sabaria serpentinaria ingår i släktet Sabaria och familjen mätare. Inga underarter finns listade.